# 塩化フルオレニルメチルオキシカルボニル
塩化フルオレニルメチルオキシカルボニル (Fluorenylmethyloxycarbonyl chloride, Fmoc-Cl) はクロロギ酸エステルの一つ。フルオレニルメチルオキシカルボニル基はFmocと略され、有機合成化学において保護基として使われる。本試薬によるFmoc基の導入の結果、保護された化合物はカルバメートとなる。

## 調製
9-フルオレニルメタノールにホスゲンを作用させることで調製される。